# Paian (grekisk mytologi)
Paian eller Paean var i antikens grekiska mytologi läkekonstens gud. Denne fick emellertid aldrig någon självständig existens i kulten. Där användes i stället Paian som tillnamn till Apollon i hans egenskap av läkegud och även som tillnamn till andra gudar som Asklepios och Dionysos. Enligt Iliaden är han de olympiska gudarnas läkare.